# Kvarteret Andromeda

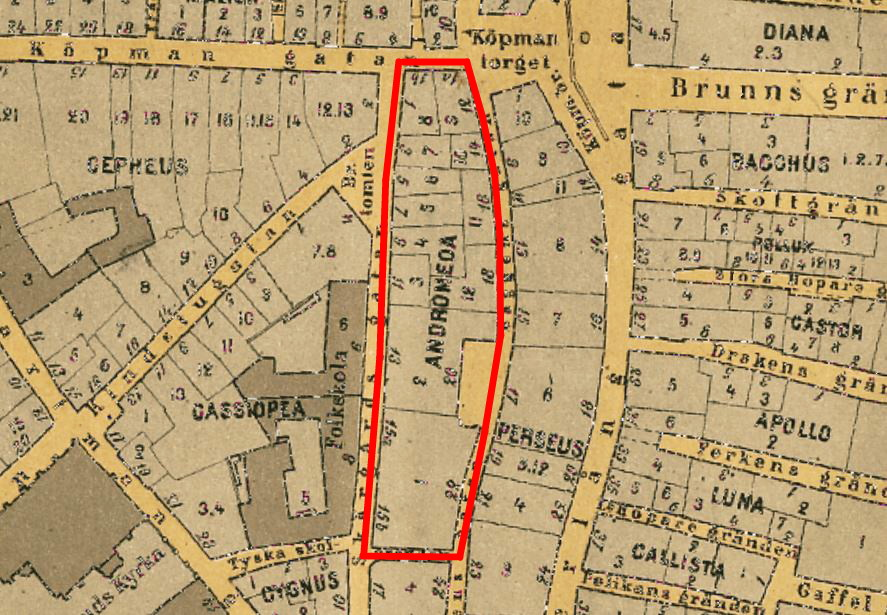
Kvarteret Andromeda 1909.

Kvarteret Andromeda är ett långsmalt kvarter i Gamla stan, Stockholm. Det sträcker sig i nord-sydlig riktning mellan Själagårdsgatan samt Brända tomten i väster och Baggensgatan i öster. I norr begränsas kvarteret av Köpmansgatan och i söder av Tyska skolgränd. Kvarteret består idag av 13 fastigheter.

## Namnet
Gamla stans kvarter är övervägande döpta efter begrepp (främst gudar) ur den grekiska och romerska mytologin, så även kvarteret Andromeda. Andromeda var i den grekiska mytologin dotter till Kefeus och Kassiopeia. Andromeda är även namnet på en stjärnbild på norra stjärnhimlen.

## Fastigheter (urval)

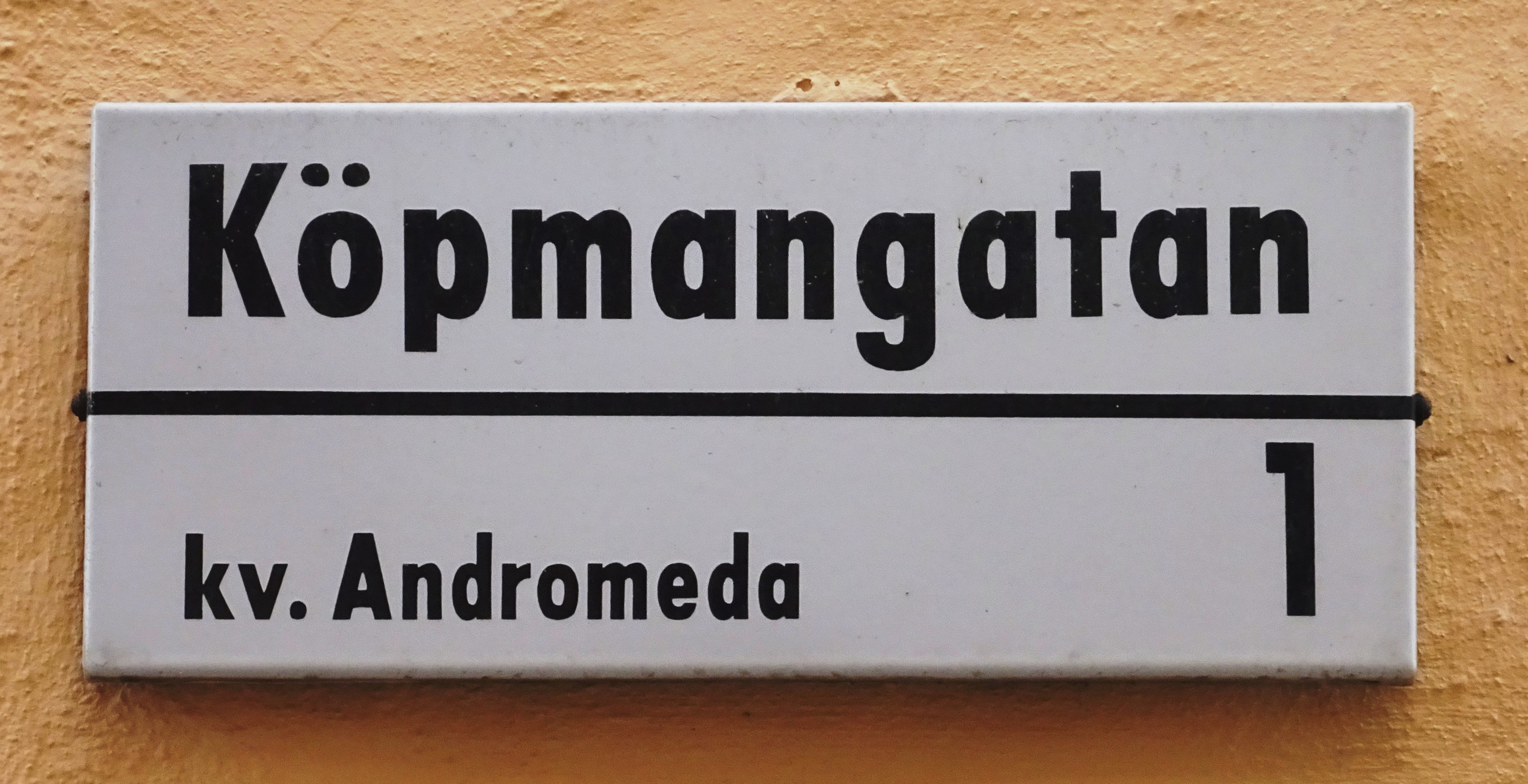

- Andromeda 2, Själagårdsgatan 13, här är låg fram till 1531 Stockholms själagård, stadens fattighus. Mellan 1666 och 1814 fanns här en trivialskola (föregångaren till dagens Sankt Nicolai skola). Huset revs 1933, men källaren med medeltida murverk bevarades under ett nybygge som ritades av Carl Åkerblad och stod klart 1936.[1]
- Andromeda 6, Själagårdsgatan 5: Huset bevarar medeltida murverk upp till tre våningars höjd och ett intill liggande gårdshus upp till fyra våningar.[2]
- Andromeda 7, Själagårdsgatan 3: Upp till våningen tre trappor har byggnaden delvis medeltida murverk, byggnadsminne sedan 1998.[3]
- Andromeda 10, Baggensgatan 14: Här bodde Elisabeth Olin som var en berömd operasångerska på Gustav III:s tid.
- Andromeda 13, Själagårdsgatan 15 uppfördes 1939 efter ritningar av arkitekt Curt Björklund.

## Bilder

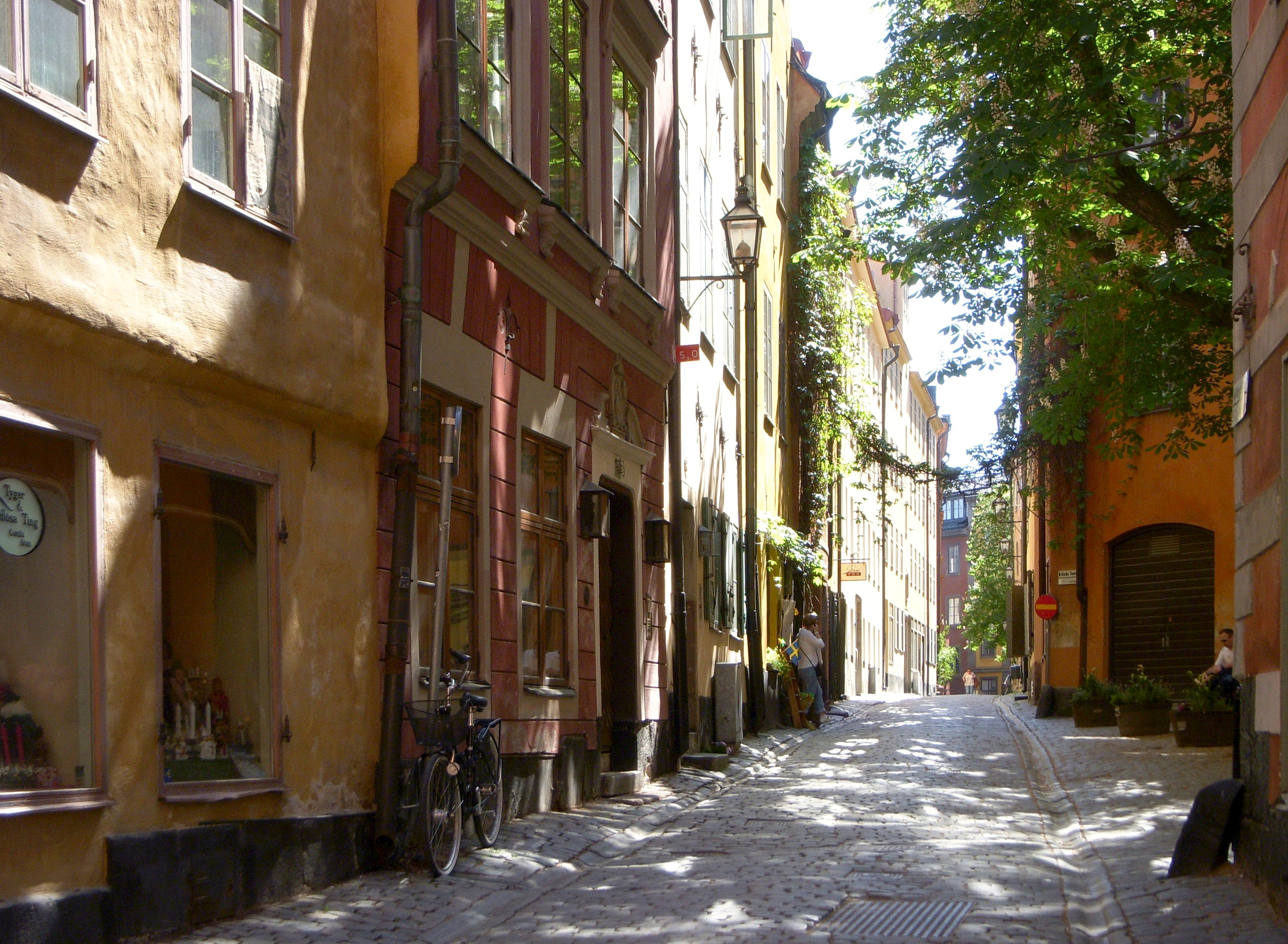
Kvarteret Andromeda (t.v.) mot Själagårdsgatan 2009.
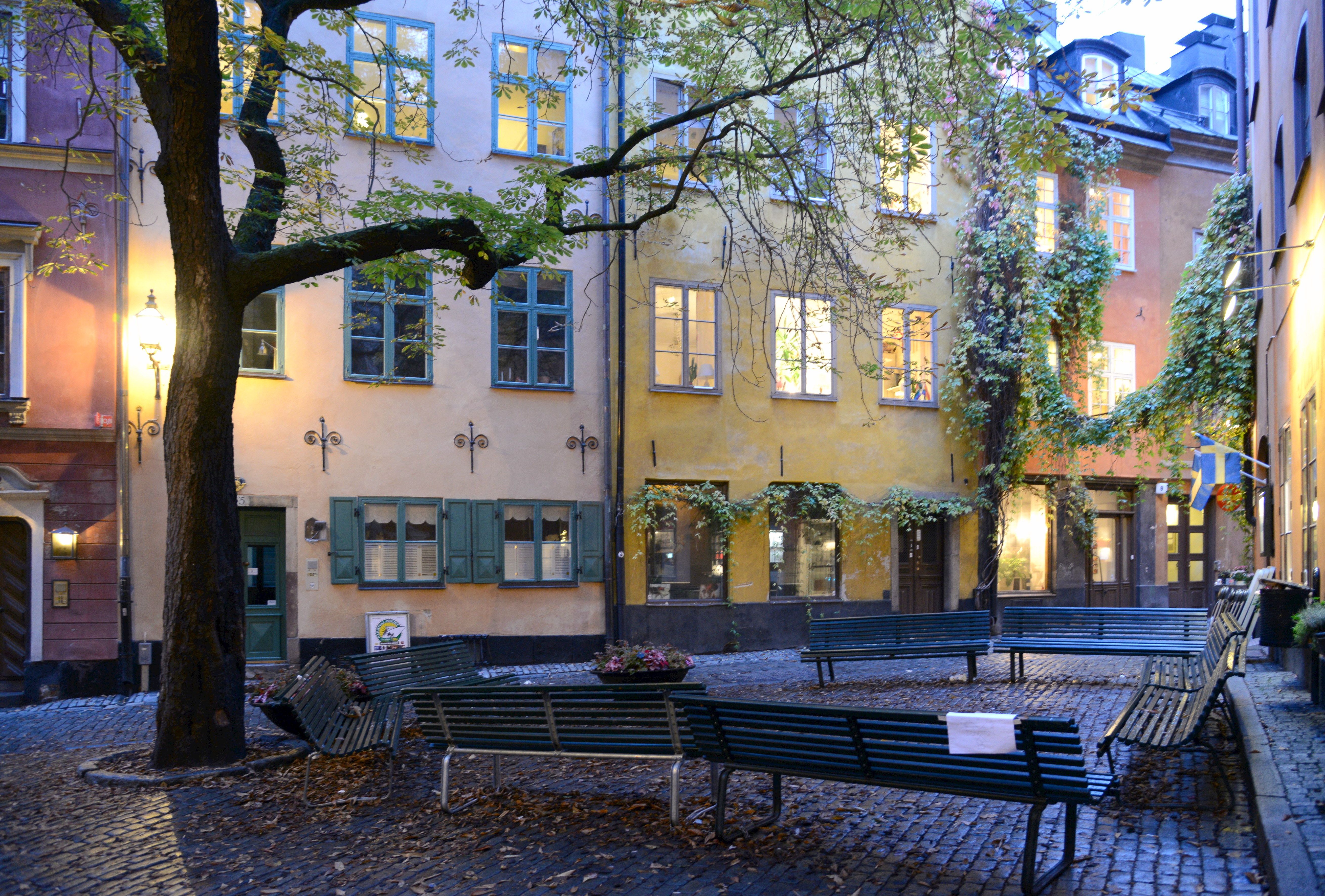
Andromeda 7, 6, 5 och 4 sedda från Brända tomten.
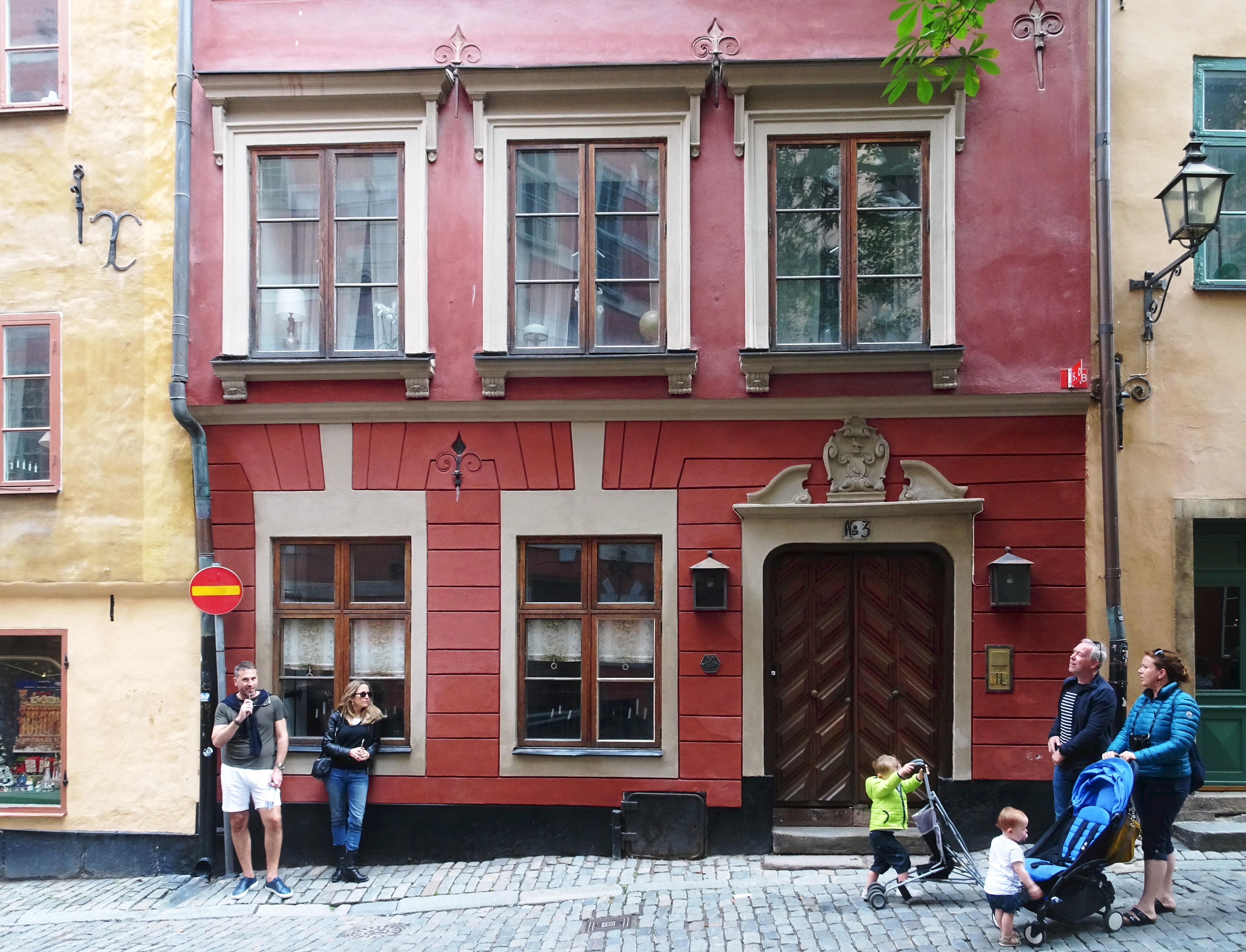
Andromeda 7, bottenvåning och våning 1 trappa.
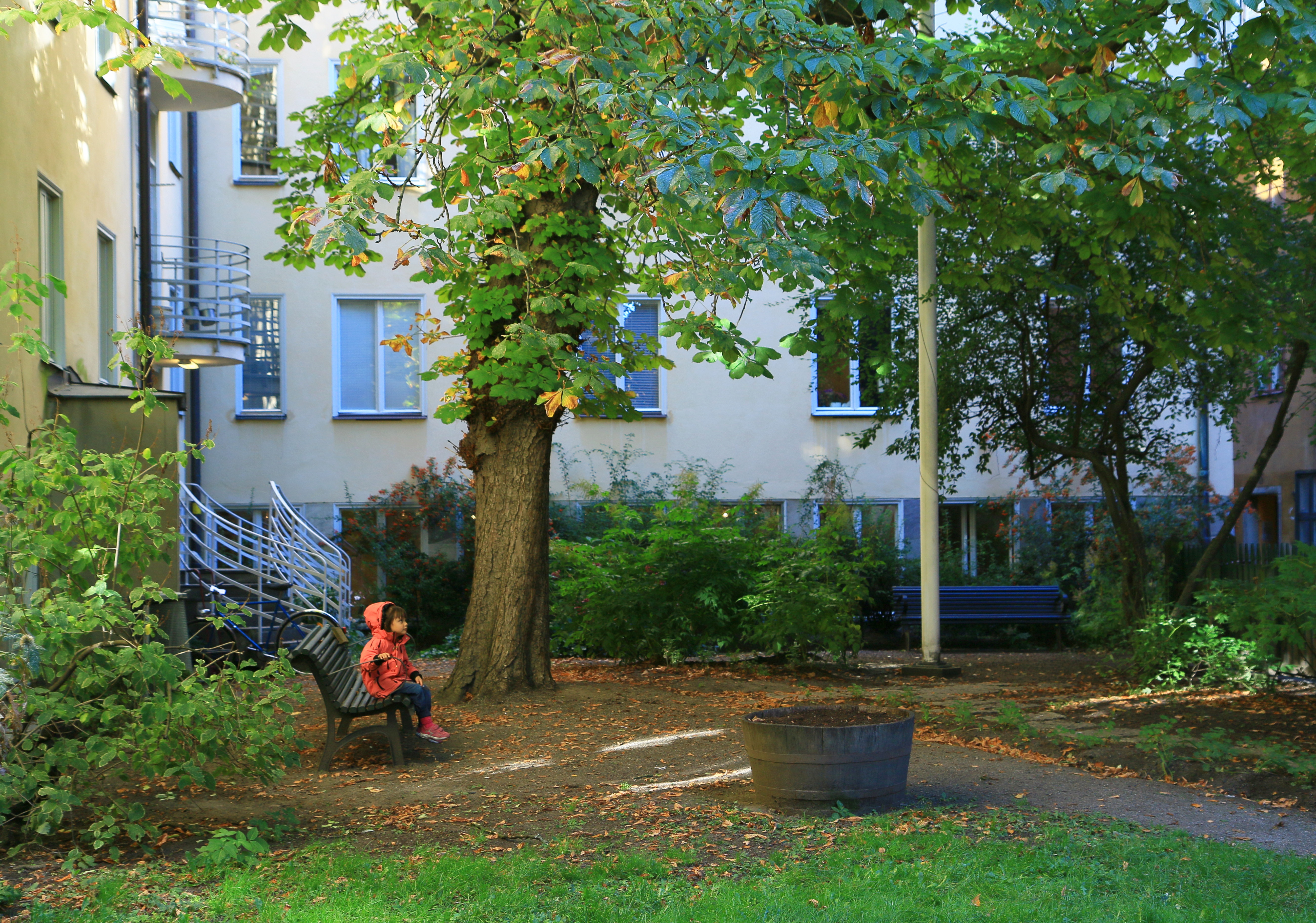
Andromeda 2, gården mot Baggensgatan.
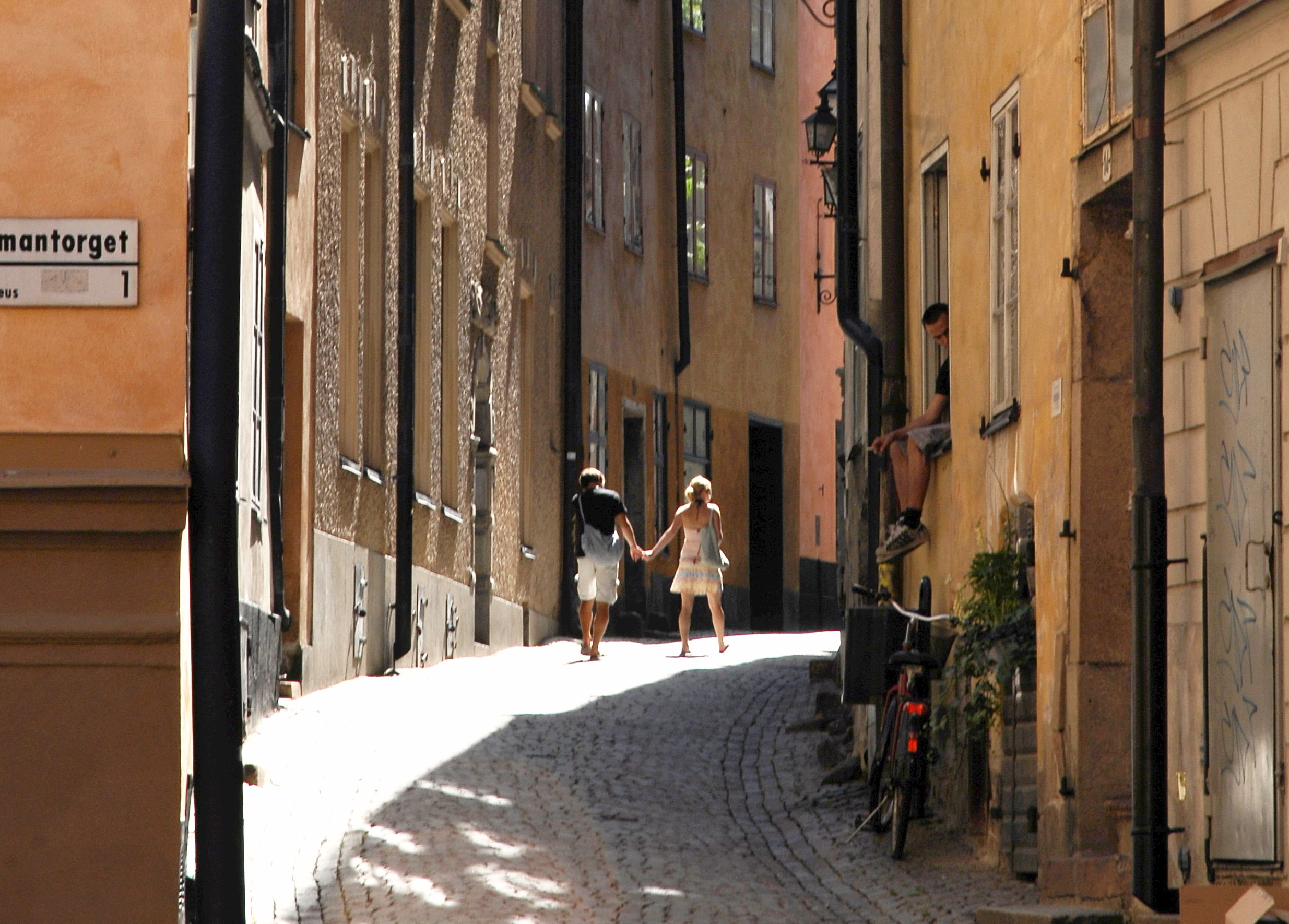
Baggensgatan söderut med Andromeda 10 till höger.